# Bigelow, Minnesota
Bigelow là một thành phố thuộc quận Nobles, tiểu bang Minnesota, Hoa Kỳ. Năm 2010, dân số của thành phố này là 235 người.

## Dân số
- Dân số năm 2000: 231 người.
- Dân số năm 2010: 235 người.